# Manuel Machata
Manuel Machata, né le 18 avril 1984 à Berchtesgaden, est un bobeur Allemand actif en tant que pilote.

## Carrière
Il remplace André Lange en tant pilote de l'un des bobs allemands engagés en Coupe du monde à partir de la saison 2010-2011 et s'impose d'entrée comme l'un des prétendants au globe de cristal puisqu'il s'impose dès sa première course à Whistler le 25 novembre 2010 en bob à 2 avec Andreas Bredau, il obtient une seconde victoire cette fois-ci en bob à 4 le 4 décembre 2010 à Calgary. Ainsi, en fin de saison il obtient le globe du combiné et celui du bob à quatre. Il devient en 2011 champion du monde de bob à quatre à Königssee et prend l'argent en bob à deux. Cette même année, il gagne les Championnats d'Europe de Winterberg. En 2012, il est médaillé de bronze en bob à quatre aux Mondiaux de Lake Placid.

## Palmarès

### Championnats monde
- : médaillé d'or en bob à 4 aux championnats monde de 2011.
- : médaillé d'argent en bob à 2 aux championnats monde de 2011.
- : médaillé de bronze en bob à 4 aux championnats monde de 2012.

### Coupe du monde
- 2 globe de cristal : 
  - Vainqueur du classement bob à 4 en 2011.
  - Vainqueur du classement combiné en 2011.
- 20 podiums  : 
  - en bob à 2 : 2 victoires, 2 deuxièmes places et 4 troisièmes places.
  - en bob à 4 : 5 victoires, 4 deuxièmes places et 3 troisièmes places.
- 4 podiums en équipe mixte : 1 victoire et 3 troisièmes places.

#### Détails des victoires en Coupe du monde
| Édition   | Bob à 2               | Bob à 4                 |
| 2010-2011 | Whistler Saint-Moritz | Calgary Igls Winterberg |
| 2011-2012 |                       | Calgary La Plagne       |